# Weightmann
 Weightmann (fl. XIX-XX secolo) è stato un calciatore britannico, di ruolo attaccante.

## Carriera
Calciatore britannico di cui è ignoto il nome, militò nel Genoa nella stagione 1911-1912, ottenendo il terzo posto della classifica finale del Torneo Maggiore.